# Ровинский, Николай Николаевич
Николай Николаевич Ровинский (1887—1953) — советский учёный-финансист, профессор; первый руководитель Московского финансового института.

## Биография
Родился 4 (16) января 1887 года в Смоленске в дворянской семье.
В 1906 году с золотой медалью окончил гимназию в Смоленске. В 1910 году окончил экономическое отделение Петербургского политехнического института по специальности «Финансы». В 1911 году защитил кандидатскую диссертацию. С 1911 по 1914 годы жил в Смоленске, где преподавал в Торговой школе.
Участник Первой мировой войны — с августа 1914 по декабрь 1917 года находился на фронте, в качестве подпоручика инженерных войск руководил строительством оборонительных сооружений. После Октябрьской революции, в 1918—1919 годах, трудился в Смоленске на преподавательской работе в Торгово-экономическом техникуме и Политехническом институте. После Гражданской войны, до 1923 года, также работал в Смоленском политехническом институте; в 1923—1929 годах — ректор Смоленского государственного университета, откуда был приглашен в Москву для работы в качестве консультанта Совнаркома по финансово-экономическим вопросам (работал в 1929—1935 годах). В 1937—1941 годах был директором НИФИ НКФ СССР. В 1940 году защитил докторскую диссертацию на тему «Основные проблемы государственного бюджета СССР».
Ровинский заведовал кафедрами в Московском финансово-экономическом институте («Экономика и финансы района», 1930—1934, 1943—1946), Всероссийском заочном финансово-экономическом институте (1934—1947) и одновременно в Ленинградском финансово-экономическом институте (1936—1941) и Казанском финансово-экономическом институте (1941—1943).
В военный период 1942—1945 годов, когда НИФИ НКФ СССР не функционировал, Н. Н. Ровинский работал заместителем начальника Бюджетного управления НКФ СССР. А в 1945—1947 годах он снова возглавил восстановленный Научно-исследовательский финансовый институт Минфина СССР.
Когда в 1946 году Московский финансово-экономический институт и Московский кредитно-экономический институт были объединены в один — Московский финансовый институт, его директором был назначен Николай Николаевич Ровинский, возглавлявший этот вуз до конца своей жизни.
Внештатный консультант группы денежного обращения НКФ СССР в период подготовки и проведения денежной реформы 1947 года.
Автор свыше 20 учебников и учебных пособий; в их числе два учебника по государственному бюджету СССР (1939 и 1949—1950 годов) и учебные пособия «Местные финансы» (1936), «Финансовое право» (1946), «Финансовый контроль» (1947), «Финансовая система» (1952).
В 1944 году была издана его книга «Государственный бюджет СССР», представляющий собой прикладной курс, состоящий из двух самостоятельных дисциплин: «Государственные доходы» и «Бюджетное планирование и финансирование».
Умер Н. Н. Ровинский 22 июня 1953 года.
Сын: Ровинский Георгий Николаевич. Внук: Ровинский Владислав Георгиевич. Правнучка: Ровинская Алина Владиславовна (Козлова).

## Заслуги
- За свою деятельность был награждён: в 1928 году — золотыми часами от Наркомфина (за участие в восстановлении финансового хозяйства страны); в 1942 году — значком Наркомфина «Отличник финансовой работы»; в 1944 году орденом «Знак почета» (за подготовку военных финансистов в 1941—1945 годах); в 1945 году — медалью «За доблестный труд в Великой Отечественной войне 1941—1945 гг.»; в 1947 году — медалью «В память 800-летия Москвы».
- Также был удостоен звания «Заслуженный деятель науки РСФСР».